# Đài thiên văn Parkes

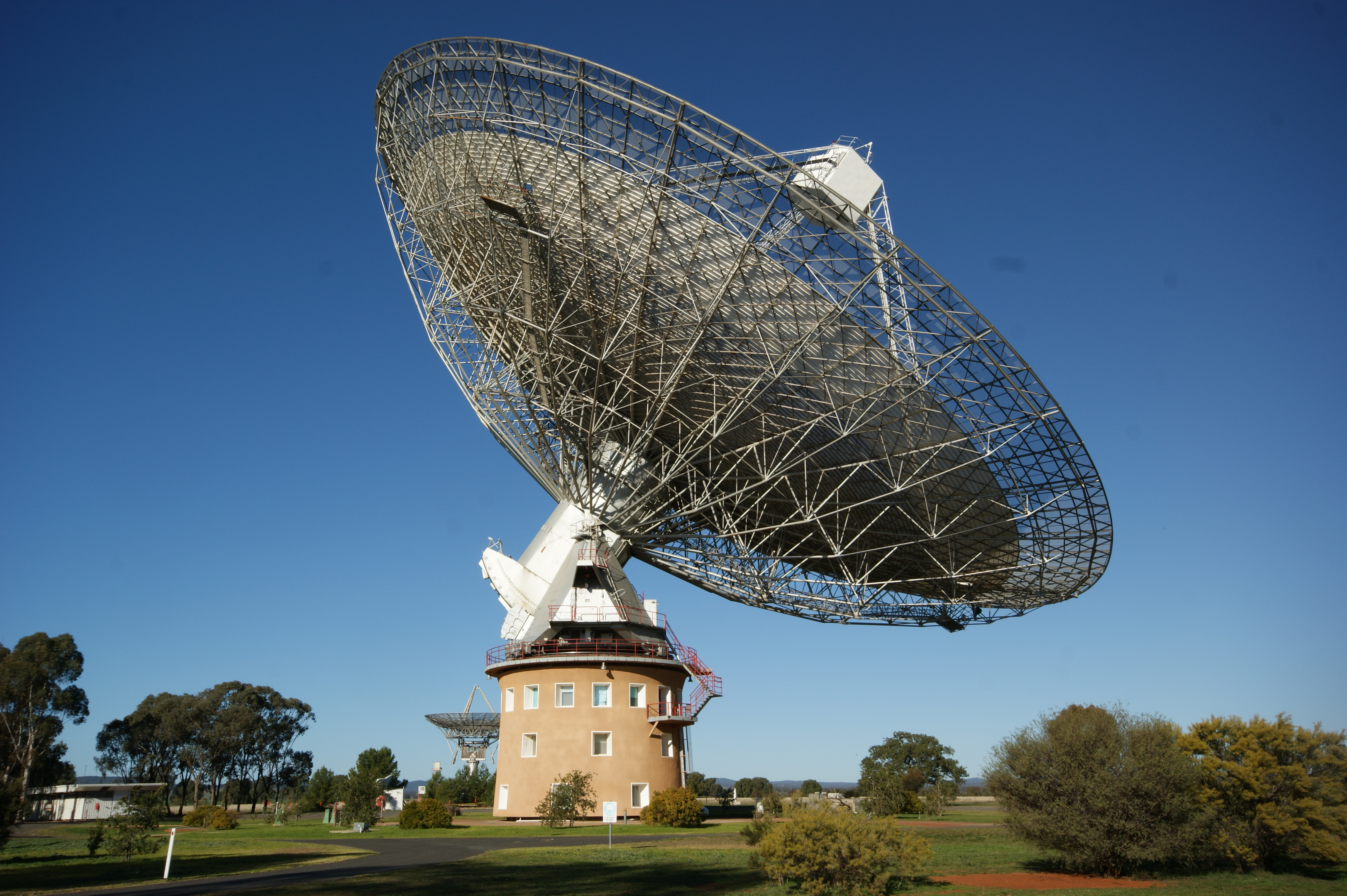
Chảo vệ tinh lớn

Đài thiên văn CSIRO Parkes (30/10/1961) là đài thiên văn vô tuyến được đặt ở nơi cách 20 km về phía bắc của thị trấn Parkes, New South Wales, Australia. Đây là một trong những nơi được sử dụng để nhận những hình ảnh trực tiếp về tàu Apollo 11 hạ cánh trên Mặt Trăng vào ngày 20/07/1969. Và mới đây kính thiên văn này cũng được sử dụng để phát hiện ra ẩn tinh PSR J1719-1438 có cấu tạo từ kim cương, nằm tại vị trí cách chòm sao Serpens thuộc thiên hà Milky Way 4000 năm ánh sáng.